# Марк Алън
Марк Алън (на английски: Mark Allen) е ирландски професионален играч на снукър от град Антрим, Северна Ирландия и бивш световен шампион при аматьорите. Той е левичар и става номер 16 в света през сезон 2008/2009. Отнема му само три години, за да достигне елита в този спорт.
Неговият стил е необичаен от такава гледна точка, че той рядко влиза в групата червени рано в своят брейк, предпочитайки да играе по отделените червени. Той достигна до полуфинал на ранкинг турнира Northern Ireland Trophy през 2007 и постигна своя най-голям брейк от 146 точки по време на квалификациите за ранкинг турнира|Британско първенство също през 2007 година.
Преди да навлезе в професионалния снукър през сезон 2005/2006, Алън печели Европейската и IBSF титли както и трофея на Северна Ирландия в трите възрастови групи до 14-годишна, до 16-годишна и до 19-годишна възраст. През първата си година в надпреварата, той достигна до последните 32 на Британското първенство и на ранкинг турнира Откритото първенство на Уелс, където губи от световния шампион Шон Мърфи с 5 - 2 фрейма след като води с 2 - 0. Той също игра финал на квалификационния кръг за Световното първенство, където губи със 7 - 10 от Анди Хикс след като води със 7 – 4 фрейма.
През март 2007 г. той се класира за Световното първенство за първи път, печелейки трите си мача от квалификационната фаза. На 24 април 2007 г. той побеждава бившият световен шампион Кен Дохърти с резултат 10 - 7 в първия кръг на надпреварата, но във втория кръг претърпява поражение от Матю Стивънс с резултат 13 – 9 фрейма. Това е първият път в който той достига до тази фаза на турнира и с това свое участие той влиза в топ 32 заемайки 29 място.
Турнирни победи
Неранкинг турнири:
- Jiangsu Classic 2009

Аматьорски турнири:
- IBSF World Amateur Championship – 2004
- EBSA European Championship – 2004
- EBSA European Under-19 Championship – 2005

## Сезон 2009/10
| Турнир                    | Резутат | Спечелени пари | Ранкинг точки | Най-голям брейк | 100+ брейк | 50+ брейк | Брой спечелени срещи |
| ------------------------- | ------- | -------------- | ------------- | --------------- | ---------- | --------- | -------------------- |
| Шанхай мастърс 2009       | 1/16    | 3640£          | 980           |                 | -          |           | 0                    |
| Гран При 2009             | 1/4     | 12 000£        | 3500          |                 | -          |           | 2                    |
| Британско първенство 2009 |         | £              |               |                 |            |           |                      |
| Мастърс 2010              |         | £              |               |                 |            |           |                      |
| Първенство на Уелс 2010   |         | £              |               |                 |            |           |                      |
| Първенство на Китай 2010  |         | £              |               |                 |            |           |                      |
| Световно първенство 2010  |         | £              |               |                 |            |           |                      |
| Общо                      |         | £              |               |                 |            |           |                      |

| Портал | В Портал Снукър можете да намерите още много страници за снукър. |